# 北疆剪股颖
北疆剪股颖（学名：Agrostis turkestanica），为禾本科剪股颖属下的一个植物种。